# Lasówka złotogłowa
Lasówka złotogłowa (Seiurus aurocapilla) – gatunek małego ptaka z rodziny lasówek (Parulidae).

## Systematyka
Wyróżniono trzy podgatunki S. aurocapilla:
- S. aurocapilla aurocapilla – środkowa i południowo-wschodnia Kanada i wschodnie USA.
- S. aurocapilla cinereus – zachodnio-środkowe USA.
- S. aurocapilla furvior – Nowa Fundlandia.

## Morfologia
Długość ciała 14–16,5 cm. Pasek ciemieniowy płowy, obrzeżony ciemnobrązowo. Wierzch ciała oliwkowobrązowy; spód biały; gęste, brązowe kreski na piersi oraz bokach. Wyraźna biała obrączka oczna. Nogi różowe. Samica podobna, nieco jaśniejsza. U młodych widoczne 2 płowe paski na skrzydłach.

## Zasięg, środowisko
Lasy liściaste i mieszane w środkowo-zachodniej, środkowej, północno-wschodniej oraz środkowo-wschodniej części Ameryki Północnej. Zimę spędza od skrajnie południowego Teksasu przez Meksyk po Amerykę Centralną oraz na Florydzie i wyspach Karaibów, sporadycznie w północnej części Ameryki Południowej.

## Pożywienie
Żywi się owadami leśnymi i ich larwami (np. chrząszczami, mrówkami czy muchami) oraz innymi bezkręgowcami. Żeruje głównie na ziemi – w ściółce leśnej, część ofiar zbiera z roślin, rzadko z kory, sporadycznie chwyta je w locie.

## Status
IUCN uznaje lasówkę złotogłową za gatunek najmniejszej troski (LC, Least Concern) nieprzerwanie od 1988 (stan w 2020). Organizacja Partners in Flight szacuje liczebność populacji na 22 miliony dorosłych osobników. Trend liczebności populacji uznawany jest za stabilny.